# UTC−2:00

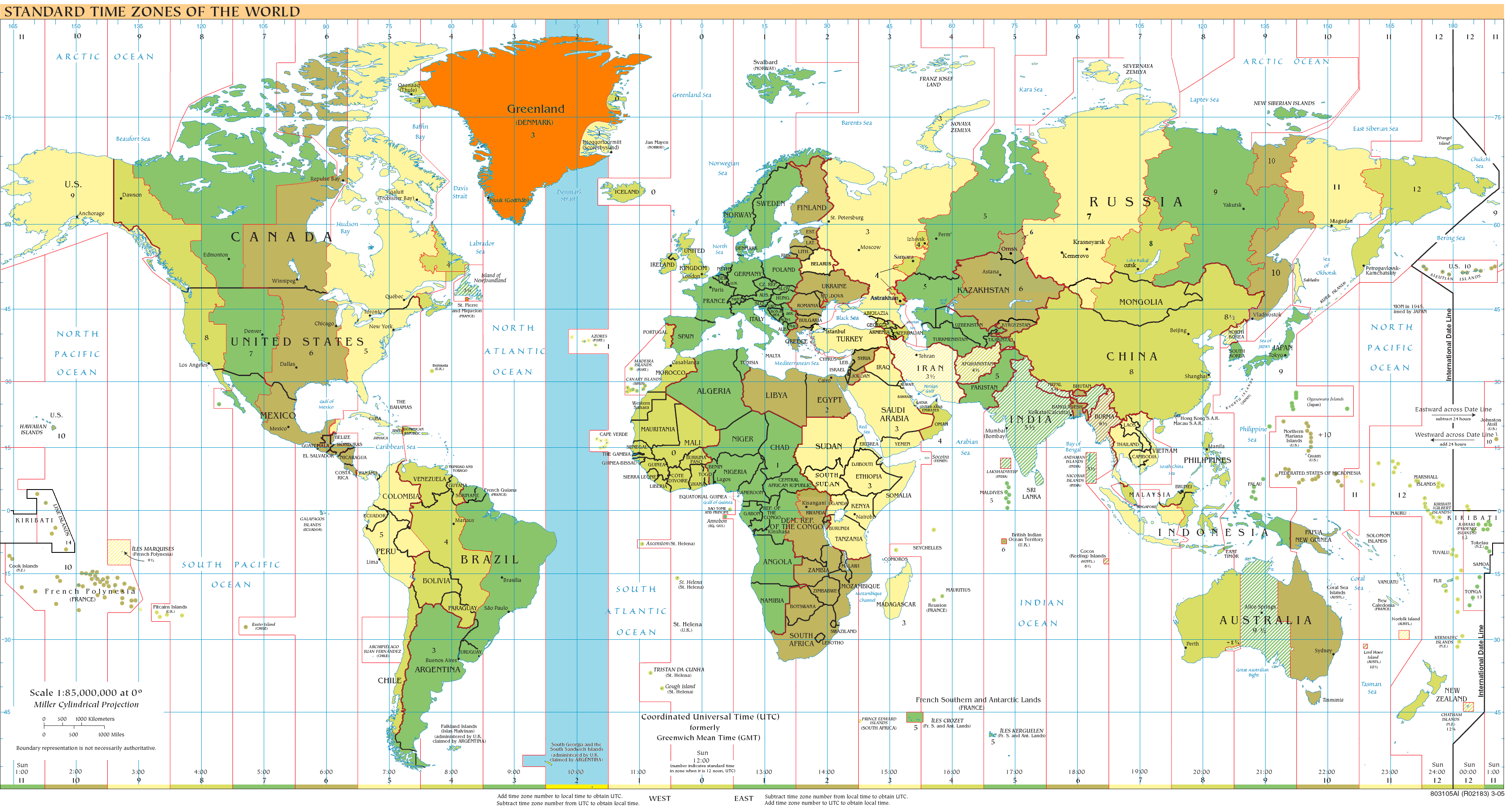
UTC−2 на карте часовых поясов мира:
синим — бразильское время (южное и столичное) в зоне UTC−2 летом (ноябрь-март) в Южном полушарии (зимой (апрель-октябрь) — UTC−3);
голубым — зона UTC−2 в океанах;
ярко-жёлтым — атлантические острова Бразилии и приантарктические острова Великобритании
— зона UTC−2 круглогодично;
оранжевым — зона UTC−2 летом (апрель-октябрь) в Северном полушарии

UTC−2 — часовой пояс, использующийся в следующих государствах и территориях:

## В течение всегогода
- Бразилия (атлантические острова):
  -  Пернамбуку:
    - Архипелаг Сан-Паулу
    - Архипелаг Фернанду-ди-Норонья

  -  Риу-Гранди-ду-Норти:
    - Атолл Рокас

  -  Эспириту-Санту:
    - Архипелаг Триндади-э-Мартин-Вас
- Южная Георгия и Южные Сандвичевы Острова[2]

## ЛетомвСеверном полушарии
- Сен-Пьер и Микелон ( Франция)

## Зимой вСеверном полушарии
- Гренландия ( Дания):
  - Большая часть (за исключением полуострова Хейс; Данмарксхавна, Иллоккортоормиута и прилегающих к ним территорий)